# Полулях Вячеслав Владиславович
Вячеслав Владиславович Полулях (нар. 14 січня 1970, Запоріжжя, УРСР) — український футболіст та футзаліст, виступав на позиції нападника.

## Життєпис
Розпочав кар'єру у складі мелітопольського «Торпедо». На професійному рівні дебютував 29 серпня 1992 року у матчі Третьої ліги України проти «Ниви-Борисфена» (1:0). Наступного року перейшов до «Торпедо» із Запоріжжя, яке виступало у Вищій лізі України. Дебют на найвищому рівні відбувся для Полуляха у грі 8 серпня 1993 року проти вінницької «Ниви» (0:0). Відігравши один сезон на вищому дивізіоні Полулях повернувся до Мелітополя, де представляв «Торпедо» протягом наступних двох років.
У вересні 1996 року спробував свої сили у футзалі, зіграв три матчі у Вищій лізі України за «Запоріжкокс».
Сезон 1996/97 років провів в Угорщині, захищав кольори «Штадлера». Після цього повернувся на батьківщину, приєднався до ужгородської «Верховини», яка за підсумками сезону 1997/98 років вилетіла із Першої ліги України. З 1998 по 2001 рік був гравцем аматорського клубу ЗАлК із Запоріжжя. 2001 року одягнув футболку мелітопольського «Олкома», виступав за команду у Другій лізі протягом наступних двох років.
Влітку 2003 року підписав контракт із молодіжненською «Кримтеплицею», яка дебютувала у Другій лізі. За підсумками сезону команда посіла третє місце, а Полулях став найкращим бомбардиром команди із 9 забитими м'ячами. Першу половину сезону 2004/05 років провів в оренді в «Олкомі». Після цього грав за аматорський «Спартак» із Молодіжного, у складі якого ставав бронзовим призером Кубку Кримтеплиці 2007 року та брав участь у Кубку української ліги. Надалі грав за команду ветеранів КСХІ (Аграрне) з яким побіг на чемпіонаті України серед ветеранів.